# Die Getriebenen: Merkel und die Flüchtlingspolitik
Die Getriebenen: Merkel und die Flüchtlingspolitik, Untertitel: Report aus dem Innern der Macht, ist ein 2017 im Siedler Verlag erschienenes Sachbuch des deutschen Welt-Journalisten Robin Alexander. Eine Verfilmung wurde 2019 unter dem gleichnamigen Titel Die Getriebenen durch die ARD realisiert.

## Entstehung
Robin Alexander beobachtete die Politik von Angela Merkel als politischer Reporter der Welt seit 2010. Er spielte längere Zeit mit dem Gedanken eines Buchs über den Regierungsstil der Bundeskanzlerin. Um ihren „ständigen Krisenmodus“ zu veranschaulichen, dachte er zunächst an eine Darstellung ihres Handelns in der Eurokrise. Die Flüchtlingskrise bot ihm jedoch die Möglichkeit, seine Thesen noch prägnanter darzustellen.
Die Hörbuch-Version aus dem John Verlag wurde von Helmut Winkelmann eingesprochen.

## Inhalt
In dem Buch werden insbesondere die Hintergründe und Vorgänge im Umfeld des Wochenendes 12./13. September 2015 anschaulich dargestellt, als die Bundesregierung eine Woche, nachdem Angela Merkel als Ausnahmeregelung verfügt hatte, dass die Grenze nicht geschlossen werden solle, einen Anlauf unternahm, die Grenze zwischen Österreich und Bayern für alle Personen ohne Pass oder Visum wieder zu schließen. Dabei schildert Alexander in plausibler Weise, warum es schließlich doch nicht zu einer solchen generellen Grenzschließung kam. 
Alexander berichtet in seinem Buch, dass Kanzlerin Angela Merkel und ihr Kabinett aus CDU/CSU und SPD, anders als zuvor in den Medien dargestellt, während der Flüchtlingskrise in Deutschland ab 2015 ursprünglich erwogen hatten, im Zuge der Grenzschließung und unter Hinweis auf die Drittstaatenregelung auch Asylsuchende an der Grenze zurückzuweisen. Am 12. September 2015 hätten Merkel und der damalige Chef des Bundeskanzleramtes Peter Altmaier, Bundesinnenminister Thomas de Maizière, CSU-Vorsitzender Horst Seehofer, Außenminister Frank-Walter Steinmeier und der SPD-Vorsitzende Sigmar Gabriel in einer Telefonkonferenz vereinbart, am Folgetag Grenzkontrollen einzuführen. Der entsprechende Entwurf des Befehls an die Bundespolizei habe schon vorgelegen und die Weisung an die Polizeidirektionen enthalten, Migranten ohne notwendige Papiere „auch im Falle eines Asylgesuches“ zurückzuweisen. In der Nacht seien bereits Polizeibeamte aus ganz Deutschland mit Bussen und Hubschraubern an die Grenze transportiert worden. Eine wichtige Rolle habe dabei Dieter Romann gespielt, der Präsident des Bundespolizeipräsidiums, der die Einzelheiten der geplanten Grenzschließung organisatorisch und logistisch vorbereitet habe. 
Am Folgetag habe Merkel nach rechtlichen Bedenken von de Maizière Zusagen gefordert, dass eine solche generelle Grenzschließung vor Gerichten Bestand haben und es keine öffentlich schwer vermittelbaren Bilder vom Einsatz geben würde. Der habe daraufhin Rücksprache mit seinen Beamten und dem Koalitionspartner SPD gehalten. In letzten Abstimmungen kurz vor dem geplanten Termin, unter anderem zwischen de Maizière und Gabriel, sei der Wortlaut des Befehls an die Bundespolizei dahingehend umgeschrieben worden, dass „Drittstaatsangehörigen ohne aufenthaltslegitimierende Dokumente und mit Vorbringen eines Asylbegehrens die Einreise zu gestatten ist“, so dass auch Asylbewerber aus sogenannten sicheren Dritt- oder Herkunftsstaaten weiterhin einreisen konnten:
„So bleibt die deutsche Grenze an diesem Wochenende für alle offen. Aus der ‚Ausnahme‘ der Grenzöffnung wird ein monatelanger Ausnahmezustand, weil keiner die politische Kraft aufbringt, die Ausnahme wie geplant zu beenden. Die Grenze bleibt offen, nicht etwa, weil Angela Merkel es bewusst so entschieden hätte, oder sonst jemand in der Bundesregierung. Es findet sich in der entscheidenden Stunde schlicht niemand, der die Verantwortung für die Schließung übernehmen will.“
Im letzten Kapitel Ein Jahr danach zieht Alexander vor dem Bundestagswahlkampf 2017 Bilanz. Er führt Zitate von Merkel, Seehofer und Gabriel an, die einerseits die große humanitäre Leistung betonen, andererseits fordern, eine ungeregelte Grenzöffnung wie 2015 dürfe sich niemals wiederholen. Alexander fasst diese Aussagen in einer paradoxen Formel zusammen: „Eine herausragende Leistung, die sich nie wiederholen darf.“

## Absatz
Das Buch wurde breit rezipiert und war bereits kurz nach Erscheinen ein Bestseller: Das Börsenblatt notierte einen Sprung „von Null auf Rang eins“, der Buchreport dokumentierte drei Wochen auf Platz 1 der Bestsellerliste Hardcover Sachbücher und insgesamt elf Wochen in den Top 10. Auf der Spiegel-Bestsellerliste (Ausgabe 13/2017, Hardcover Sachbücher) erreichte das Buch für drei Wochen den ersten Platz, danach weitere drei Wochen auf Platz zwei.

## Rezeption
In der Huffington Post hebt CDU-Jungpolitiker Ahmed Agdas hervor, das Buch sei „insgesamt spannend geschrieben“ und beschreibe „auch für den Laien verständlich die dramatischen Monate deutsch-europäischer Politik“. Dabei verzichte der Autor „fast zu offensichtlich darauf, sich in etwaige Lager zuordnen zu lassen“.
Für die taz zeigt sich Barbara Dribbusch kritischer: Das Buch komme „als Dokumentation einer Entscheidungsschwäche von Merkel, Thomas de Maizière & Co daher“, wirke „aber gerade dadurch manipulativ“. Zudem verenge die Personalisierung den Blick und sei ein „Vereinfachungsangebot“.
Im Gegensatz dazu bezeichnet Eckhard Stuff für Kulturradio das Werk, welches sich lese wie ein Krimi, als „das wichtigste politische Buch des Frühjahrs 2017“.
Positiv äußert sich auch Thomas Jäger für den Focus: Das Buch sei „so reizvoll und eloquent geschrieben, dass man es in einem Rutsch durchlesen“ müsse. Über den Stil amerikanischer Enthüllungsjournalisten hinaus habe Alexander „eine klarere, nachdenkenswertere und wirksamere Ausdrucksform“ gefunden, was sich inhaltlich zeige, „indem er Leerstellen und Bruchstücke lässt, wo sie wahrscheinlich auch genau hingehören“.
Differenziert fällt das Urteil des SZ-Rezensenten Stefan Braun aus. Die Schwäche des Buches sei, dass der Autor „seinem Ärger über die Kanzlerin Luft“ mache, doch liefere es „auch tiefe Einblicke ins Innenleben der Politik“.